# شون لونسديل
شون لونسديل (بالإنجليزية: Shawn Lonsdale)‏ هو متحر وصحفي أمريكي، ولد في 1969، وتوفي في 16 فبراير 2008 في كليرواتر في الولايات المتحدة بسبب تسمم بأحادي أكسيد الكربون.